# ALL TOGETHER (プロレス興行)
ALL TOGETHER（オール・トゥギャザー）は、プロレスのチャリティー興行。第1回、第2回は東日本大震災のチャリティー興行として行われた。

## 概要
- 2011年3月11日に起こった東日本大震災に対し、『より大きな支援の輪にするため、団体の垣根を越えて力を合わせ、ビッグ・チャリティーマッチを行なうべきではないか』という東京スポーツの考えのもと[1]、復興支援チャリティー興行として、新日本プロレス、全日本プロレス、プロレスリング・ノアと日本のプロレス界におけるメジャー3団体による初の合同興行として第1回武道館大会が開催が発表された。
- 2011年4月18日、第1回開催地である日本武道館にて、江幡幸伸（東京スポーツ社長）、菅林直樹（新日本プロレス社長）、武藤敬司（全日本プロレス社長）、田上明（プロレスリング・ノア社長）、及び各団体の代表選手として棚橋弘至、諏訪魔、杉浦貴が出席して開催発表の共同会見が行われた。
1979年8月26日に東京スポーツ新聞社は、当時のプロレス3団体であった新日本、全日本、国際プロレスによる合同興行「プロレス夢のオールスター戦」を主催しており、「メジャー3団体の合同興行」という意味では32年振りの開催となり[2]、今回の8月27日という開催日も東京スポーツがそれを強く意識した設定としている[2]。ただし、選手間の交流が皆無だった1979年と異なり、2011年時点では新日本、全日本、ノアのそれぞれの大会、タイトル戦に各団体の選手が出場している環境にあり、同じ3団体交流戦ではあるものの参加の土壌は醸成されていた状況にあった。
- 第1回大会終了後に、2012年2月19日に第2回興行を被災地である東北・宮城県仙台市での開催を発表した。
- 2023年4月12日、6月9日に第3回興行にあたる「ALL TOGETHER AGAIN」を両国国技館にて開催することを発表した。 第2回興行からおよそ11年4か月ぶりの開催となる。
- なお全日本は運営会社がオールジャパン・プロレスリング、ノアはCyberFightに変更された。
- 2024年3月26日、3団体も加盟し同年に発足された日本プロレスリング連盟より5月6日に「ALL TOGETHER 〜日本プロレスリング連盟発足記念・能登半島復興支援チャリティ大会〜」が日本武道館にて開催されることが発表された[3][4]。

## 第1回武道館大会
5月20日、アリーナS席の前売券が完売。
6月10日、FUNKISTによる公式テーマソング「ALL TOGETHER」製作、CD発売が発表された。
7月15日、CS放送では、PPVでの生中継のほか、収録放送でテレ朝Ch、G+、サムライTV、GAORA、地上波でもテレ朝で「ワールドプロレスリング」内、日テレは、特別番組枠（関東地区、他での放送が決定した）。
8月9日、全対戦カードが発表（後に追加、変更あり）。３団体に加え、健介オフィス、レギュラー参戦しているフリー選手、飯伏幸太（DDTプロレスリング）などが参加。出場選手は総勢82名となった。主力選手である丸藤正道、中西学、小島聡、力皇猛などはケガのため欠場。会場にはザ・デストロイヤーが来場した。
8月29日、公式DVDが2社から販売されることが発表。当日会場で募金額102万6,141円を日本赤十字社へ振り込む。
10月25日、当日のチケット、PPV、グッズ販売の他、大会以降に各団体で販売した関連グッズ等の売上げ、総額5,827万3,560円を日本赤十字社へ受け渡す。

### 試合結果
| 第1試合 ALL TOGETHER オープニングマッチ SUNRISE OF J 30分1本勝負 |                                               |                                                          |
| 大和ヒロシ BUSHI ○石森太二 飯伏幸太 | 10分05秒 450°スプラッシュ →エビ固め           | リッキー・マルビン× 近藤修司 カズ・ハヤシ タイガーマスク |
| レフェリー：佐藤健太、リングアナ：大川正也 |                                               |                                                          |
| 第2試合 FIGHTING FOR FUTURE 30分1本勝負 |                                               |                                                          |
| 谷口周平 ○真田聖也 内藤哲也 | 11分10秒 ムーンサルトプレス →体固め           | 高橋裕二郎× 征矢学 モハメド・ヨネ                        |
| レフェリー：中山真一、リングアナ：阿部誠 |                                               |                                                          |
| 第3試合 OVER THE BORDER 30分1本勝負 |                                               |                                                          |
| ○真壁刀義 齋藤彰俊 | 9分55秒 キングコング・ニードロップ →体固め    | 後藤洋央紀 太陽ケア×                                     |
| レフェリー：ボンバー斉藤、リングアナ：尾崎仁彦 |                                               |                                                          |
| 第4試合 JUNIOR ONE NIGHT CARNIVAL 30分1本勝負 |                                               |                                                          |
| ○KAI 中嶋勝彦 鈴木鼓太郎 田口隆祐 プリンス・デヴィット | 15分07秒 スプラッシュ・プランチャ →片エビ固め | 平柳玄藩× KENTA 金丸義信 稔 金本浩二                     |
| レフェリー：マーティー浅見、リングアナ：大川正也 |                                               |                                                          |
| 第5試合 ONE NIGHT REUNION 30分1本勝負 |                                               |                                                          |
| 佐野巧真 ○船木誠勝 獣神サンダー・ライガー | 12分47秒 スタンディング片羽締め               | 青木篤志× タイチ 鈴木みのる                              |
| レフェリー：村山大値、リングアナ：阿部誠 |                                               |                                                          |
| 第6試合 デストロイヤー杯争奪 ALL TOGETHER スペシャルバトルロイヤル 時間無制限 |                                               |                                                          |
| ○志賀賢太郎 | 11分54秒 外道クラッチ                         | 外道×                                                    |
| ヒデオ・サイトー、石井智宏、渡辺高章、高橋広夢、KUSHIDA、キング・ファレ、本間朋晃、SSマシン、李在炅、征矢匠、曹駿、中之上靖文、BLACK BUSHI、MAZADA、渕正信、レネ・デュプリ、ジョー・ドーリング、西川潤、梶原慧、宮原健斗、ザック・セイバー・ジュニア、井上雅央、小川良成、田上明 |                                               |                                                          |
| 特別立会人：ザ・デストロイヤー |                                               |                                                          |
| レフェリー：福田明彦、サブ：マーティー浅見、ボンバー斉藤、神林大介、リングアナ：木原文人 |                                               |                                                          |
| 第7試合 MIDSUMMER ENCOUNTER IN BUDOKAN 30分1本勝負 |                                               |                                                          |
| ×西村修 永田裕志 井上亘 天山広吉 | 11分20秒 バックドロップ →体固め               | 吉江豊 森嶋猛○ 浜亮太 曙                                 |
| レフェリー：福田明彦、リングアナ：阿部誠、尾崎仁彦 |                                               |                                                          |
| 第8試合 NO FEAR! GO AHEAD!! 30分1本勝負 |                                               |                                                          |
| 秋山準 ○佐々木健介 | 15分44秒 ノーザンライトボム →片エビ固め       | 大森隆男× 高山善廣                                       |
| レフェリー：レッドシューズ海野、リングアナ：大川正也 |                                               |                                                          |
| 第9試合 BELIEVE THE POWER OF "Prowrestling!" 60分1本勝負 |                                               |                                                          |
| ○小橋建太 武藤敬司 | 14分58秒 ムーンサルトプレス →体固め           | 飯塚高史× 矢野通                                         |
| レフェリー：西永秀一、リングアナ：木原文人 |                                               |                                                          |
| 第10試合 ALL TOGETHER NOW! 60分1本勝負 |                                               |                                                          |
| 潮崎豪 諏訪魔 ○棚橋弘至 | 22分50秒 ハイフライフロー →片エビ固め         | 中邑真輔 KENSO× 杉浦貴                                   |
| レフェリー：和田京平、リングアナ：仲田龍 |                                               |                                                          |

### 主催団体等
- 主催：東京スポーツ新聞社
- 後援：ベースボール・マガジン社「週刊プロレス」
- 提供：新日本プロレスリング/全日本プロ・レスリング/プロレスリング・ノア

### DVD
「東日本大震災復興支援チャリティープロレス ALL TOGETHER 2011.8.27 日本武道館」
今回はテレビ朝日による「ワールドプロレスリング」版と、日本テレビによる「NTV version」版が、各社より発売される。これは今大会に両社のカメラが入っており、それぞれ収録映像・実況などが異なる。
共に2011年10月19日発売で2枚組。
- 「ワールドプロレスリング版」（TCED-1293）

発売元：ビデオ・パック・ニッポン
販売元：TCエンタテインメント
試合+試合後インタビュー、特典映像には新日本選手が被災地へ訪れたドキュメントなどが収録。
- 「NTV version」（VPBH-13617）

発売元：日本テレビ
販売元：バップ
試合+試合後インタビュー、特典映像にはザ・デストロイヤーなどスーパースターから応援メッセージなどが収録。

## 第2回仙台大会
第1回武道館大会終了後、次回大会を2012年2月19日に宮城県・仙台サンプラザホールで開催することが決定した。
チケットは一般販売が特別リングサイド席とリングサイド席の2種類のみとなり、2階スタンド席は宮城県・岩手県・福島県在住者対象の招待席の形式となる。
1月10日、各団体の先行予約にて特別リングサイド席の前売券が完売。
2月6日、全対戦カードが発表された。DIAMOND RING、みちのくプロレス、レギュラー参戦しているフリー選手などが参加。また前回のバトルロイヤルを無くしと試合数を減らしたため、各団体から厳選された選手によるマッチメークになる。
主力選手であるオカダ・カズチカ（IWGPヘビー級王者）、青木篤志（GHC Jr.タッグ王者）は出場を見送られ、中西学、船木誠勝、KENTAはケガのため、ケニー・オメガ（世界ジュニア王者）はDDT出場、KENSOはSMASH参戦、プリンス・デヴィット（IWGP Jr王者）、オズ・クエルボ組（世界タッグ王者組）は来日の予定がないため欠場となった。
CS放送では、PPVでの生中継での放送が決定した。

### 試合結果
| 第1試合 ALL TOGETHERオープニングマッチ CHEER UP NIPPON 20分1本勝負 |                                                                        |                                                                         |
| 石森太二 田口隆祐 タイガーマスク ○ザ・グレート・サスケ             | 11分12秒 サスケスペシャル10ver10.2セグウェイ(ものまね禁止) →片エビ固め | 野橋太郎× 拳王 邪道 外道                                                |
| レフェリー：佐藤健太、リングアナ：                                 |                                                                        |                                                                         |
| 第2試合 HERO IS COMING!! 20分1本勝負                               |                                                                        |                                                                         |
| 志賀賢太郎 小島聡 ○天山広吉                                        | 10分27秒 アナコンダバイス                                              | キャプテン・ノア キャプテン・オールジャパン キャプテン・ニュージャパン× |
| レフェリー：ボンバー斉藤、リングアナ：                             |                                                                        |                                                                         |
| 第3試合 SHINE ON TOMORROW 30分1本勝負                              |                                                                        |                                                                         |
| 鈴木鼓太郎 ×KAI 田中稔 獣神サンダー・ライガー                      | 14分38秒 キングコングラリアット →片エビ固め                            | 中嶋勝彦 金丸義信 近藤修司○ カズ・ハヤシ                                |
| レフェリー：中山真一、リングアナ：                                 |                                                                        |                                                                         |
| 第4試合 BRAVE NEW WORLD 30分1本勝負                                |                                                                        |                                                                         |
| ×征矢学 真壁刀義                                                   | 11分46秒 オリンピック予選スラム →片エビ固め                            | 高橋裕二郎 杉浦貴○                                                      |
| レフェリー：福田明彦、リングアナ：                                 |                                                                        |                                                                         |
| 第5試合 SUN PLAZA QUARREL FESTIVAL 45分1本勝負                     |                                                                        |                                                                         |
| 丸藤正道 ○曙 永田裕志 佐々木健介                                   | 13分58秒 ランニングボディプレス →片エビ固め                            | 河野真幸 タイチ× 高山善廣 鈴木みのる                                    |
| レフェリー：村山大値、リングアナ：                                 |                                                                        |                                                                         |
| 第6試合 BE STRONG JAPAN 45分1本勝負                                |                                                                        |                                                                         |
| 新崎人生 齋藤彰俊 ○後藤洋央紀                                      | 13分30秒 昇天・改 →片エビ固め                                          | 飯塚高史× 矢野通 中邑真輔                                               |
| レフェリー：マーティー浅見、リングアナ：                           |                                                                        |                                                                         |
| 第7試合 ダブルメインイベントI THIS IS "PROWRESTLING" 60分1本勝負   |                                                                        |                                                                         |
| 小橋建太 ○武藤敬司                                                 | 20分20秒 ムーンサルトプレス →体固め                                    | 大森隆男 秋山準×                                                        |
| レフェリー：、リングアナ：                                         |                                                                        |                                                                         |
| 第8試合 ダブルメインイベントII FIGHTING TOGETHER NOW 60分1本勝負   |                                                                        |                                                                         |
| ○森嶋猛 諏訪魔 棚橋弘至                                            | 23分13秒 バックドロップ →片エビ固め                                    | 潮崎豪× 真田聖也 内藤哲也                                               |
| レフェリー：レッドシューズ海野、リングアナ：                       |                                                                        |                                                                         |

### 主催団体等
- 主催：新日本プロレスリング/全日本プロ・レスリング/プロレスリング・ノア
- 後援：東京スポーツ新聞社/ベースボール・マガジン社「週刊プロレス」

## ALL TOGETHER AGAIN
2023年4月9日正午、新日本・全日本・ノアの三団体がそれぞれの公式ツイッターに同じ映像を配信。12日18時に何らかの発表を行うことを告知した。
4月12日の記者会見にて同年6月9日に「ALL TOGETHER AGAIN 元気があれば何でもできる！」を両国国技館で開催することが発表された。記者会見には新日本プロレス会長：菅林直樹、棚橋弘至、宮原健斗、清宮海斗の3選手が出席。
サブタイトルは昨年に亡くなったアントニオ猪木の追悼の意を込めつけられた。
収益の一部はチャリティー寄付を予定している。
前日にはイベントとして選手によるサイン会と公開記者会見が行われた。
第4試合に出場予定だった石川修司は前日から発熱による体調不良のため欠場、代打として小島聡が出場した。
新日本プロレスワールドのPPV中継の実況は村田晴郎（第0試合、第2試合、第4試合、第9試合を担当）、清野茂樹（第1試合、第5試合、第7試合、第10試合を担当）、草薙和輝（第3試合、第6試合、第8試合を担当）。解説はミラノ・コレクションA・T。ゲスト解説は矢野通、丸藤正道（第8試合より）、芦野祥太郎（第9試合より）。スペシャルゲストはケンドーコバヤシ。
第0試合後、リング上にて第1回、第2回のメインイベントに出場した棚橋弘至、諏訪魔、潮崎豪が挨拶し、またFUNKISTが登場しテーマソングを熱唱した。

### 試合結果
| 第0試合 15分1本勝負                                          |                                                   |                                                                              |
| 井上凌 〇YOH ブラックめんそーれ 田口隆祐                     | 9分10秒 DIRECT DRIVE →片エビ固め                  | スペル・クレイジー アレハンドロ 吉岡世起 小峠篤司×                           |
| レフェリー：坂本祐哉、リングアナ：阿部誠、木原文人、味方冬樹 |                                                   |                                                                              |
| 第1試合 20分1本勝負                                          |                                                   |                                                                              |
| YOSHI-HASHI 〇後藤洋央紀 石井智宏                            | 8分28秒 消灯 →片エビ固め                          | 稲村愛輝 稲葉大樹× マサ北宮                                                  |
| レフェリー：坂本祐哉、リングアナ：阿部誠                     |                                                   |                                                                              |
| 第2試合 20分1本勝負                                          |                                                   |                                                                              |
| ザック・セイバーJr. ×藤田晃生                                | 11分23秒 アンクル・ロック                         | クリス・リッジウェイ〇 ショーン・レガシー                                    |
| レフェリー：塚越佳祐、リングアナ：渡辺大星                   |                                                   |                                                                              |
| 第3試合 20分1本勝負                                          |                                                   |                                                                              |
| 〇海野翔太                                                   | 5分58秒 デスライダー →片エビ固め                  | ヨシ・タツ×                                                                  |
| レフェリー：和田京平、リングアナ：木原文人                   |                                                   |                                                                              |
| 第4試合 20分1本勝負                                          |                                                   |                                                                              |
| 小島聡 ×大森北斗                                             | 9分12秒 ヴァーティカルスパイク →体固め            | 潮崎豪 中嶋勝彦〇                                                            |
| レフェリー：神林大介、リングアナ：味方冬樹                   |                                                   |                                                                              |
| 第5試合 20分1本勝負                                          |                                                   |                                                                              |
| 鈴木みのる 〇エル・デスペラード 成田蓮                       | 10分08秒 ピンチェ・ロコ →体固め                   | 丸藤正道 杉浦貴 宮脇純太×                                                    |
| レフェリー：西永秀一、リングアナ：奥田亮                     |                                                   |                                                                              |
| 第6試合 30分1本勝負                                          |                                                   |                                                                              |
| 斉藤ジュン 斉藤レイ 本田竜輝 佐藤光留 ×田村男児              | 11分41秒 ファイヤーボール →片エビ固め             | ジェフ・コブ グレート-O-カーン アーロン・ヘナーレ TJP フランシスコ・アキラ〇 |
| レフェリー：佐藤健太、リングアナ：渡辺大星                   |                                                   |                                                                              |
| 第7試合 30分1本勝負                                          |                                                   |                                                                              |
| ×BUSHI 鷹木信悟 内藤哲也                                     | 8分31秒 ラストライド →体固め                      | 安齊勇馬 諏訪魔〇 永田裕志                                                   |
| レフェリー：神林大介、リングアナ：木原文人                   |                                                   |                                                                              |
| 第8試合 30分1本勝負                                          |                                                   |                                                                              |
| SANADA ×TAKAみちのく 金丸義信                                | 8分34秒 串刺しフロントハイキック →体固め          | ジェイク・リー〇 YO-HEY タダスケ                                             |
| レフェリー：マーティー浅見、リングアナ：味方冬樹             |                                                   |                                                                              |
| 第9試合 30分1本勝負                                          |                                                   |                                                                              |
| 高橋ヒロム 〇青柳亮生 AMAKUSA                                | 12分23秒 ファイアーバードスプラッシュ →片エビ固め | マスター・ワト ライジングHAYATO× HAYATA                                      |
| レフェリー：中山真一、リングアナ：奥田亮                     |                                                   |                                                                              |
| 第10試合 30分1本勝負                                         |                                                   |                                                                              |
| 清宮海斗 宮原健斗 ×棚橋弘至                                  | 23分22秒 レインメーカー →片エビ固め               | 拳王 青柳優馬 オカダ・カズチカ〇                                             |
| レフェリー：レッドシューズ海野、リングアナ：阿部誠           |                                                   |                                                                              |

### 主催団体等
- 主催：ALL TOGETHER AGAIN実行委員会

## 日本プロレスリング連盟発足記念・能登半島復興支援チャリティ大会
2024年3月26日、記者会見にて日本プロレスリング連盟発足による記念大会を「ALL TOGETHER」として開催することを発表し、能登半島復興支援のため収益の一部を寄付する。会見には菅林直樹（新日本プロレス株式会社・取締役会長）、棚橋弘至（新日本プロレス株式会社・取締役社長）、高木三四郎（株式会社CyberFight・取締役社長）、丸藤正道（株式会社CyberFight・取締役副社長）が出席した。来場観客者数がわずか4583人、レスラー全員が集まっての記念撮影で写った後方部分の客席１フロアがまるまる空席になる等記録的な不入りとなり参加した選手からは不満を漏らす者も出た。

### 試合
| 第1試合 30分1本勝負                                     |    |                                                              |
| 丸藤正道 高木三四郎 棚橋弘至                            | vs | 高橋裕二郎 成田蓮 “キング・オブ・ダークネス”EVIL             |
| レフェリー：、リングアナ：                              |    |                                                              |
| 第2試合 30分1本勝負                                     |    |                                                              |
| 拳王                                                    | vs | 藤田晃生                                                     |
| レフェリー：、リングアナ：                              |    |                                                              |
| 第3試合 30分1本勝負                                     |    |                                                              |
| なつぽい スターライト・キッド                           | vs | 天咲光由 AZM                                                 |
| レフェリー：、リングアナ：                              |    |                                                              |
| 第4試合 20分1本勝負                                     |    |                                                              |
| 関本大介 石井智宏                                       | vs | マサ北宮 ジェフ・コブ                                        |
| レフェリー：、リングアナ：                              |    |                                                              |
| 第5試合 30分1本勝負                                     |    |                                                              |
| 箕浦康太 MAO ニンジャ・マック HAYATA エル・デスペラード | vs | YAMATO 遠藤哲哉 アルファ・ウルフ ドラゴン・ベイン 高橋ヒロム |
| レフェリー：、リングアナ：                              |    |                                                              |
| 第6試合 30分1本勝負                                     |    |                                                              |
| KAI タイチ                                              | vs | クリス・ブルックス ザック・セイバーJr.                       |
| レフェリー：、リングアナ：                              |    |                                                              |
| 第7試合 30分1本勝負                                     |    |                                                              |
| 辻陽太 鷹木信悟 内藤哲也                                | vs | ゲイブ・キッド デビッド・フィンレー ジェイク・リー           |
| レフェリー：、リングアナ：                              |    |                                                              |
| 第8試合 30分1本勝負                                     |    |                                                              |
| 上野勇希 清宮海斗 海野翔太                              | vs | シュン・スカイウォーカー KONOSUKE TAKESHITA 上村優也         |
| レフェリー：、リングアナ：                              |    |                                                              |

### 主催団体等
- 主催：ALL TOGETHER 実行委員会
- 協力：日本プロレスリング連盟実行委員会

## 公式テーマソング
- ALL TOGETHER （2011年8月24日 - ポニーキャニオン）
作詞 : 染谷西郷、JOTARO
作曲 : 染谷西郷
編曲 : 西川進、FUNKIST
歌・演奏：FUNKIST

参加選手
- 【新日本プロレス】

棚橋弘至、天山広吉、永田裕志、真壁刀義、後藤洋央紀、キング・ファレ、プリンス・デヴィット、田口隆祐、獣神サンダー・ライガー、KUSHIDA、小島聡
- 【全日本プロレス】

諏訪魔、船木誠勝、浜亮太、KAI、大和ヒロシ、征矢学、真田聖也、BUSHI
- 【プロレスリング・ノア】

杉浦貴、秋山準、潮崎豪、森嶋猛、モハメドヨネ、谷口周平、石森太二、青木篤志、金丸義信、KENTA、鈴木鼓太郎

## チャリティーTシャツ
参加ブランド&アーティスト
- マッドバーバリアンズ
- アートジャンキー
- パンクドランカーズ
- 日高誠
- ハオミン
- ヤマグチノリカズ
- バンバンビガロ
- ローリングクレイドル

## その他
- 第一回・第二回興行では全日本プロレスのリングが使用され、リングマットは本興行のためにデザインが新規に設えられた。
- 第一回興行が開催された2011年8月27日には他の会場でもプロレス・格闘技関連の興行が行われた。
  - IGFは、チャリティー興行「INOKI GENOME 〜Super Stars Festival 2011〜」を両国国技館にて開催[17]。同大会に出場した鈴川真一は試合後、会場に乗り込むことを示唆したが実現しなかった。同じく出場したケンドー・カシン（元新日本・全日本）は入場曲に『ALL TOGETHER』の一部を使用。
  - ZERO1による「橋本真也7回忌記念大会」が、橋本真也の出身地である岐阜県土岐市で開催された。
  - 宮城県仙台市では、総合格闘家の長南亮と光岡映二の二人が発起人となり、震災チャリティー格闘技興行「STAND UP」が開催された[18]。本興行にはDEEP及びDREAMが協力[19]。
  - 大阪府大阪市の大阪府立体育会館第二競技場では元FMWの南条隼人が中心となって「FFFプロレスリング」旗揚げ戦が行われた。
- 第二回興行が開催される2012年2月19日も他会場でプロレス興行が開催された。
  - TDCホールでSMASHによる「SMASH.25」が開催。KENSOは同興行に参戦したため、第2回大会には出場しなかった。
  - 後楽園ホールでは第1回出場者である飯伏所属のDDTが開催。同じく第1回出場者の井上雅央（第2回開催までにノア退団）も参戦した。
- ALL TOGETHER AGAINが開催された2023年6月9日にも他会場でプロレス興行が開催された。
  - 新木場1stRINGではプロレスリングFREEDOMSが興行を開催した[20]。
  - 徳島県では、新日本と同資本のスターダムが興行を開催した[21]。